# Museo virtuale

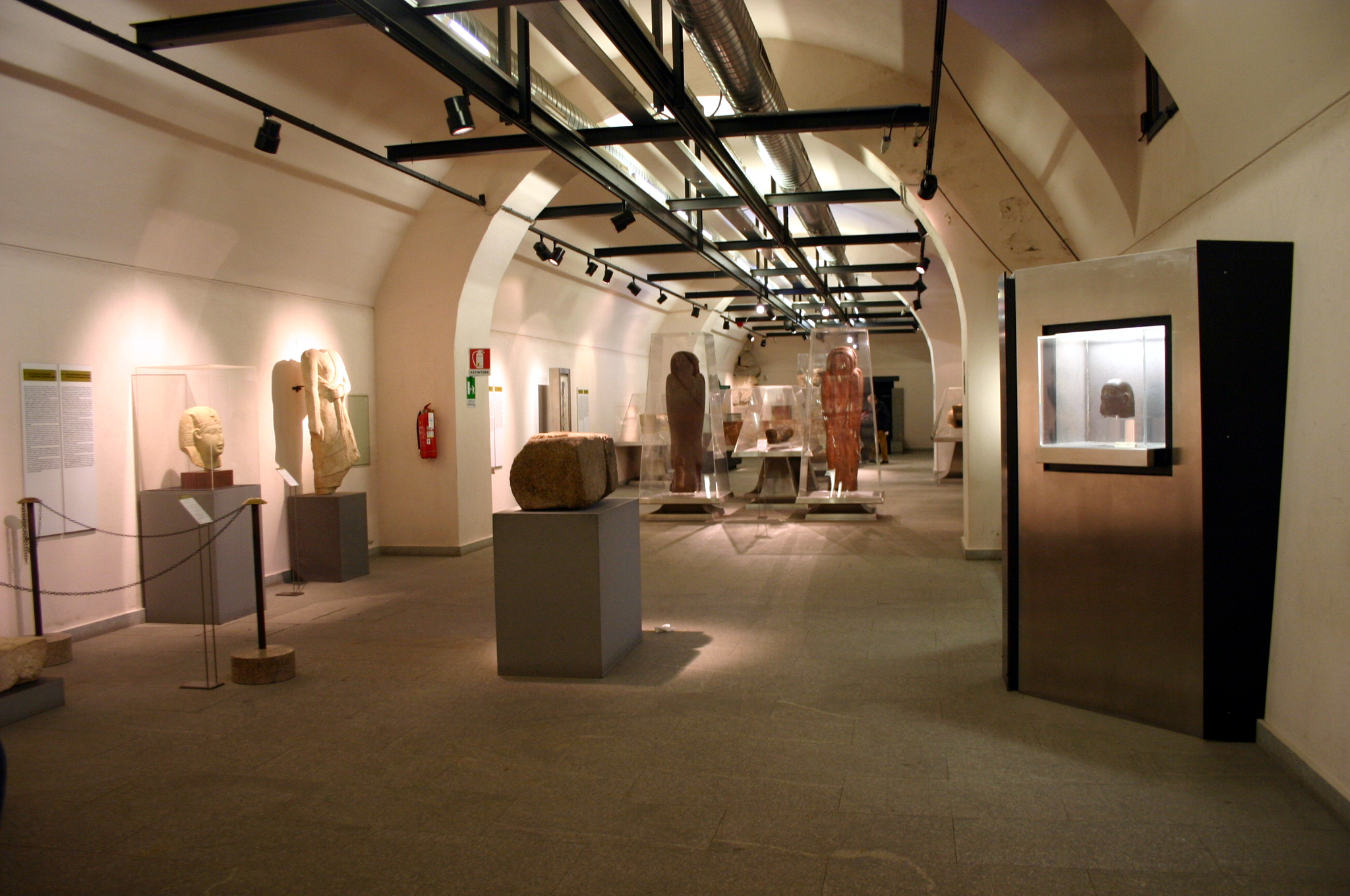
Una sala del Museo egizio di Milano.

Un museo virtuale è un'entità digitale che condivide alcune caratteristiche del museo “tradizionale” (accessibile da un pubblico, riferito ad un bene culturale, con scopi educativi). Ha lo scopo di completare, migliorare, aumentare l'esperienza museale. attraverso forme di personalizzazione, interazione ed arricchimento dei contenuti del museo. I musei virtuali possono presentarsi come riferimento digitale di un museo fisico, o possono essere realizzati indipendentemente, mantenendone l'autorevolezza. Similarmente alla missione istituzionale di un museo fisico, anche il compito del museo virtuale è quello di: essere accessibile al pubblico, consentire di accedere alle conoscenze connesse alle collezioni e di organizzarne in maniera coerente e sistematica la presentazione, conservandone gli oggetti per lungo tempo. Come nel caso del museo "tradizionale", il museo virtuale può essere creato a partire da oggetti reali o tematiche specifiche, oppure può trattarsi di una mostra creata ex novo.
Un museo virtuale può essere un prodotto distribuito in locale, su strumenti portatili o su web; oppure può nascere fin dall'inizio come prodotto digitale che fa uso di contenuti completamente digitali. Il museo virtuale è un'entità che conserva un legame con un'istituzione che ne assicura l'autorevolezza, ma, come nel caso del museo, è cosa diversa e distinta rispetto alla biblioteca o all'archivio digitale. I musei virtuali vengono distribuiti per lo più, ma non esclusivamente, come strumenti elettronici, noti in questo caso anche come “musei on line”, “hypermusei”, “musei digitali”, “cybermusei” o “musei web”.

## Introduzione generale
L'Italia come altri paesi, racchiude al suo interno un ragguardevole patrimonio storico, artistico e culturale, frutto della sedimentazione dei secoli e idoneo a congiungere il “passato e il presente delle culture che popolano una nazione”, presente che viene così arricchito “di storia e di senso”. Le riviste d'arte più importanti come Dars, Artantide, Arte in, That's art, La critica, Undo, Il giornale dell'arte, affermano che tale patrimonio costituisce la quasi totalità di quello mondiale. Questa ricchezza non ha però impedito, nel corso del tempo, distruzioni, saccheggi, sperperi e depauperamenti a causa delle numerose guerre o ad opera di collezionisti senza scrupoli. Bisogna attendere molto per una compiuta definizione del concetto di bene culturale, così come di patrimonio. Si parla di una tradizione molto lunga che ha visto la formazione progressiva di una coscienza civile, di un sentimento di protezione e custodia di quel patrimonio che concorre a formare la storia, la cultura e l'identità dell'Italia. È essenziale porre l'attenzione sull'attributo di pubblicità del patrimonio: i beni che lo compongono devono essere in ogni caso destinati alla pubblica fruizione, solo così si spiega la tutela anche nei confronti dei patrimoni privati.
Uno studioso d'arte contemporanea, Francesco Antinucci, particolarmente interessato ai musei virtuali, c'illustra il motivo per il quale il patrimonio italiano è tanto importante nel mondo, infatti “in Italia si è elaborata negli ultimi secoli una cultura della conservazione molto attenta e molto sofisticata, che ha valorizzato i singoli monumenti, grandi e piccoli, come parte di un insieme incardinato nel territorio, di una rete ricca di significati identitari, nella quale il valore di ogni singolo monumento od oggetto d'arte risulta non dal suo isolamento, ma dal suo innestarsi in un vitale contesto. È questa cultura che ha in primo luogo garantito in Italia la conservazione dei monumenti in misura maggiore che altrove”; più della Francia stessa che ha ospitato e ospita tuttora tantissime opere meravigliose. Il dato è introdotto da una interessante tabella che evidenzia i primi dodici paesi per numero di siti iscritti nella lista del patrimonio culturale mondiale dell'UNESCO. 
Inoltre, “le regole della tutela, ossia quelle regole generali di conservazione, non sarebbero mai nate senza un forte senso civico innestato da una conservazione tanto intensa, tanto capillare, tanto continuativa del nostro patrimonio culturale; né questa conservazione sarebbe tanto densa e duratura, se non fosse stata garantita da regole efficaci nel lungo corso dei secoli”. Si sente perciò la necessità di dare vita ai musei virtuali, utilizzando apparecchiature sempre più sofisticate. Infatti nei musei, in particolare all'interno di una mostra, i collegamenti video possono essere intesi come pannelli che rimandano immagini delle opere, immagini dell'autore o degli autori coinvolti nell'evento. Spesso sono coadiuvate da musica ed effetti sonori, creati per l'occasione o raccolti tra gli esistenti, che creano una particolare e studiata atmosfera e favoriscono l'immersione dell'utente nell'ambiente.

## Nuove tecnologie

### Nuovi strumenti tecnologici
Le nuove tecnologie, applicate ai musei, o che a essi si collegano, consistono in:
- collegamenti video,
- banche dati e archivi on-line,
- guide multimediali e interattive,
- CD rom o DVD rom,
- [Chioschi] multimediali e work stations,
- audio e videoguide,
- musei virtuali.

Tra queste si possono individuare le tecnologie per la fruizione in loco, come collegamenti video, chioschi o audio e videoguide e tecnologie per la fruizione “da remoto”, come CD rom e DVD rom, banche dati, musei virtuali.

### Elenco dei musei virtuali
Molti musei, presenti fisicamente, hanno sviluppato database online per presentare le loro collezioni ma anche estensioni con mostre digitali, come il Museo Galileo e il suo museo virtuale.
Nuovi musei sono interamente online :
- Make Art Gallery - MUVI ROMA è un museo virtuale indipendente di Roma ex MuVi. Dal 2009 cura mostre collettive d'arte e mostre personali virtuali online.
- Universal Museum of Art - UMA è un museo esclusivamente online lanciato a dicembre 2017. La sua missione principale è di creare mostre accessibili a tutti, ovunque, gratuitamente e nella realtà virtuale.
- International Women Museum è un museo esclusivamente online. Offre mostre online correlate alla causa di donne come "Imagine Yourself" ("Immaginare noi stessi" - 2006) sul senso di identità femminile, "Women, Power and Politics" ("Donne, potere e politica "- 2008) o" Economica: Women and the Global Economy "("Economica: Women and the Global Economy"- 2009).
- Tucson Gay LGBT LGBTQ Queer Museum è un museo solo online che non ha un edificio fisico e offre mostre online sulla storia della comunità LGBTQ. Le mostre fotografiche, audio, video, testuali e di altro tipo online vanno dal 1700 ad oggi.
- Virtual Museum of Modern Nigerian Art - VMMNA è il primo del suo genere in Africa. Organizzato dalla Pan-African University di Lagos, in Nigeria, questo museo virtuale offre una buona panoramica dell'evoluzione dell'arte nigeriana negli ultimi cinquant'anni.
- MAC VR 3D – le MAC VR 3D (Museo d'arte contemporanea VR 3D) è uno dei primi musei completamente modellati in 3D, focalizzato sulle nuove tecnologie inclusa la realtà virtuale, visibile su Internet e in una cuffia di realtà virtuale. Questo museo è geolocalizzato a Longwy (Francia) e offre visibilità ad artisti contemporanei di diversi paesi. Fondata nel 2018 da Art Total Multimedia in Canada.
- collezionebongianiartmuseum.it/ - Il Museo  “Bongiani Ophen Art Museum” è uno spazio virtuale di Arte Contemporanea con 48 sale dedicate a importanti artisti italiani e stranieri.
- Museo Carpani CCACC (Carpani Collection Coat of Arms XV Como Lake Code).[9]